# Holoměř
Holoměř je kopec nacházející se uvnitř města Ústí nad Labem. Na jeho vrcholu se nalézá televizní převáděč a válečná pozorovatelna protiletecké obrany, která patřila mezi protiletecké hlásky ve městě. Pod vrcholem na jižním svahu je pak psí útulek. Jižní svah až ke své patě nosí zahrádkářskou kolonii, na severozápadním svahu, který se velice mírně sklání k Božtěšicím se rozkládá areál Masarykovy nemocnice. Okolí vrcholu je kromě nemocniční části velice silně urbanizováno.